# Castet
Castet è un comune francese di 163 abitanti situato nel dipartimento dei Pirenei Atlantici nella regione della Nuova Aquitania.
Il territorio del comune è bagnato dalla gave d'Ossau.

## Società

### Evoluzione demografica
Abitanti censiti

## Galleria fotografica di Castet

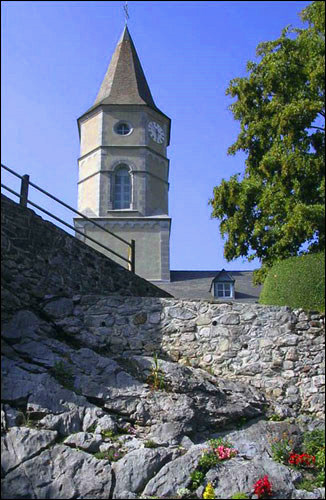
La chiesa parrocchiale di San Policarpo
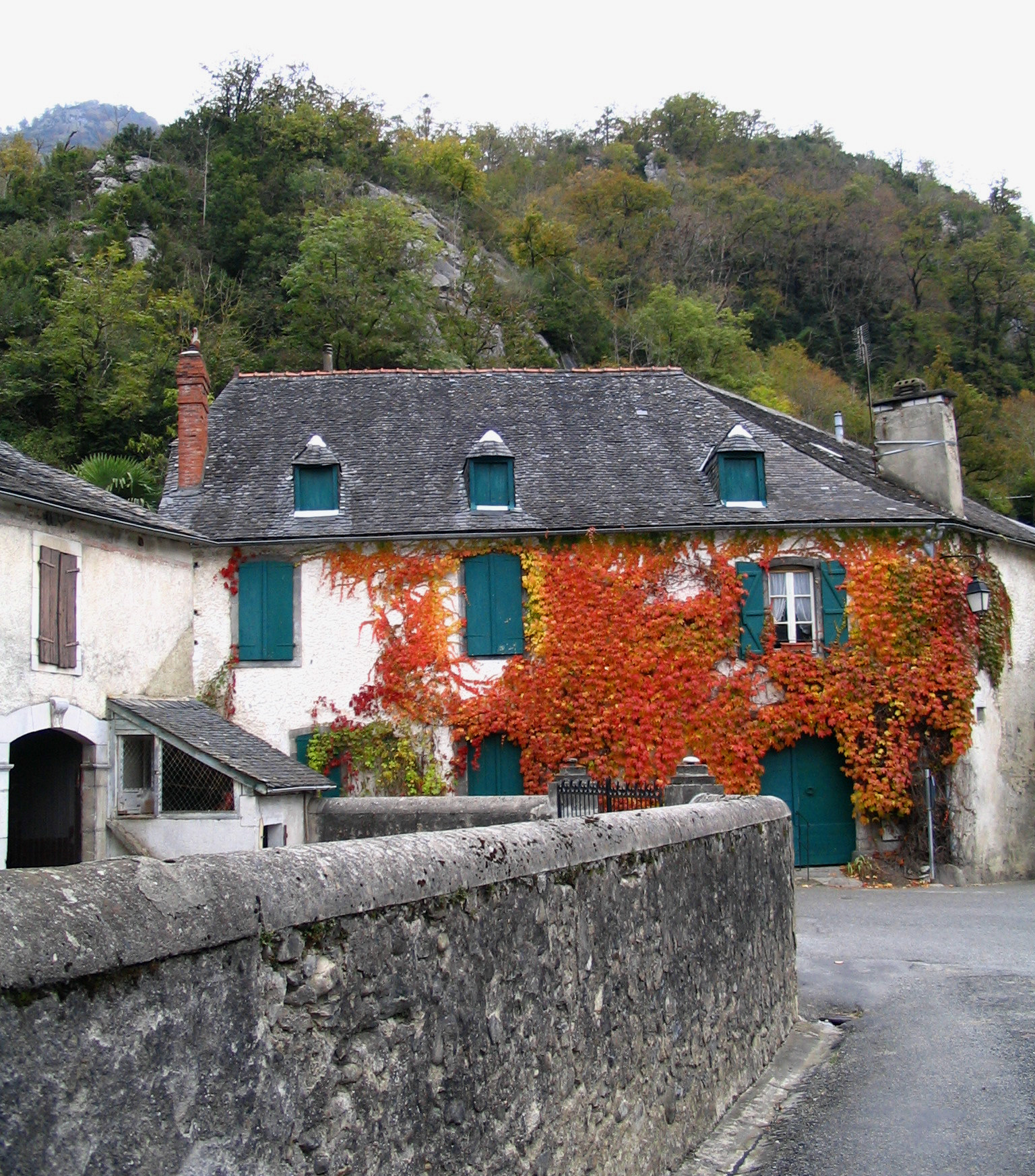
Una casa di Castet
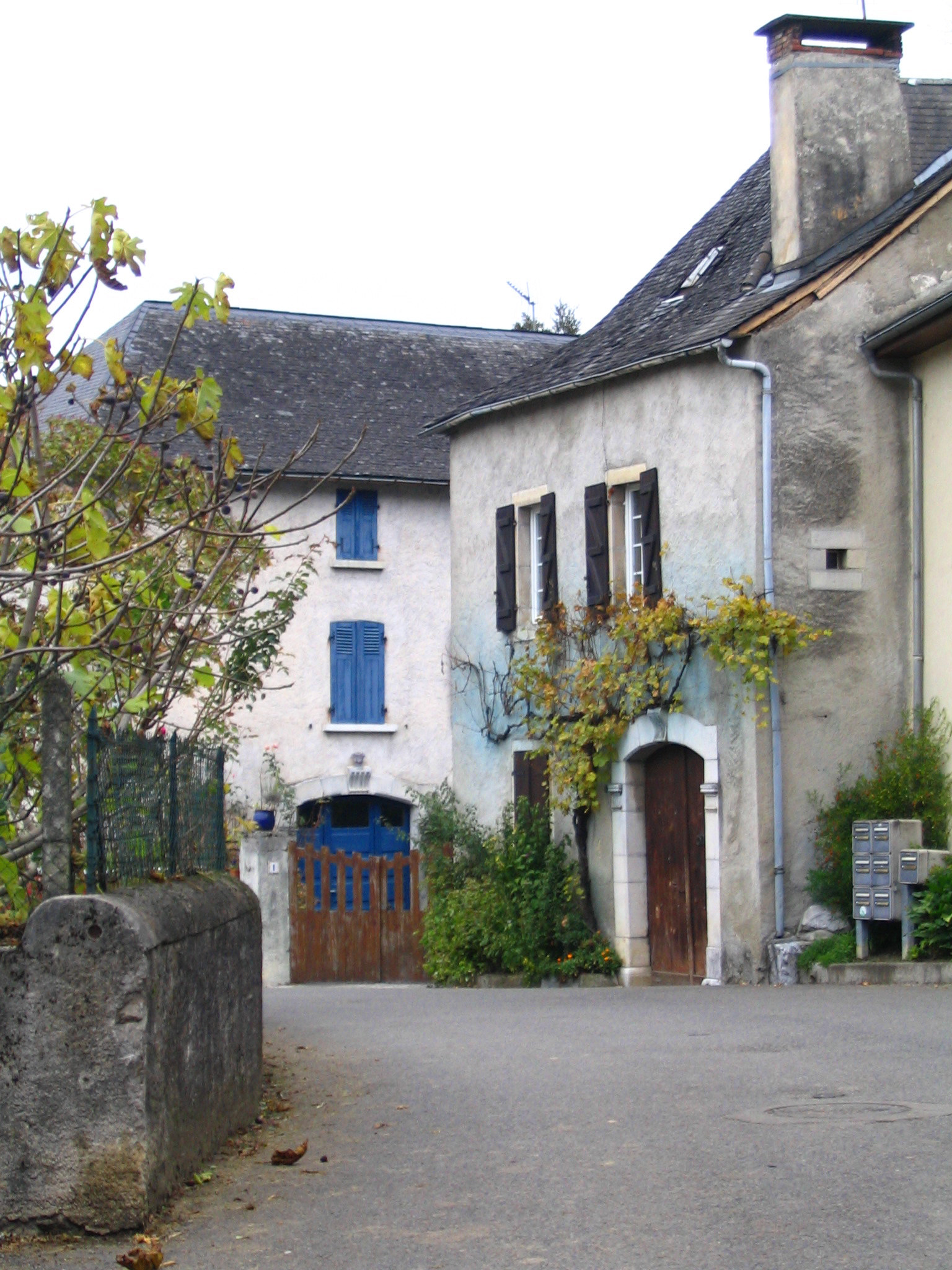
Una casa di Castet